# Ricochet (Marvel)
Ricochet is een identiteit van twee verschillende personages uit de strips van Marvel Comics. De eerste was de superheld Spider-Man, de tweede een student genaamd Johnny Gallo.

## Ricochet (Peter Parker)

### Biografie personage
Toen Spider-Man werd beschuldigd van moord gedurende de Spider-Man: Identity Crisis verhaallijn, nam hij verschillende andere identiteiten aan om zijn heldendaden toch voort te kunnen zetten. Een van die identiteiten was Ricochet. Hij begon met een leren jacket waar een R op stond, en Spider-Mans vrouw, Mary Jane Watson, maakte hier een passend kostuum en wapens bij.
Ricochet was de enige identiteit waarbij Spider-Man zijn persoonlijkheid niet aanpaste. Hij vertrouwde daarnaast het meest op zijn lenigheid. Nadat Spider-Mans naam was gezuiverd, verwierp hij de Ricochet identiteit.

### Krachten en vaardigheden
Naast de superkrachten die hij als Spider-Man al had gaf het Ricochete kostuum Spider-Man twee discus wapens.

## Ricochet (Johnny Gallo)

### Biografie
Johnny Gallo was een student die woonde bij zijn vader, die weduwnaar was. Hij probeerde voor zowel zijn vader als zijn vriendin Kathy het feit dat hij een mutant was geheim te houden. Johnny’s mutantenkracht bestond erin dat hij over bovenmenselijke lenigheid beschikte en gevaar kon voelen aankomen. Hij kreeg van Black Marvel het Ricochet kostuum, en de kans om lid te worden van de Slingers. Johnny accepteerde en werd de nieuwe Ricochet.
Als Ricochet kon Johnny zijn krachten volop gebruiken om mensen te helpen, zonder zijn mutatie kenbaar te maken. Net zoals Spider-Man hield Ricochet ervan zijn tegenstanders te beledigen of via bijdehante opmerkingen tot razernij te drijven. Zijn humor irriteerde echter ook zijn teamgenoten, vooral Prodigy.
Toen bleek dat Black Marvel een deal had gemaakt met Mephisto en nu door Mephisto was gevangen, hielp hij de Slingers Black Marvel te bevrijden. Na deze reddingsactie vielen de Slingers uit elkaar.
Later werd Ricochet lid van de Loners (voorheen Excelsior). Na de gebeurtenissen uit House of M behield Ricochet zijn krachten.

### Krachten en vaardigheden
Ricochet is een mutant met bovenmenselijke lenigheid, waardoor hij grote afstanden kan springen. Hij heeft razendsnelle reflexen. Tevens heeft hij een zintuig voor gevaar, dat vrijwel hetzelfde werkt als Spider-Man’s “spider-sence”, waardoor Ricochet gevaar kan voelen aankomen.
Van Hornet kreeg Ricochet speciale discuswapens. Later kreeg hij ook een aparte versie van deze wapens, die ontploften als ze iets raakten.